# Atherigona occidentalis
Atherigona occidentalis är en tvåvingeart som beskrevs av Deeming 1971. Atherigona occidentalis ingår i släktet Atherigona och familjen husflugor. Inga underarter finns listade i Catalogue of Life.